# Antonios Papakonstantinu
Antonios Papakonstantinu (en griego: Αντώνηος Παπακωνσταντίνου; 18 de marzo de 1999) es un deportista griego que compite en remo.
Participó en los Juegos Olímpicos de París 2024, obteniendo una medalla de bronce en la prueba de doble scull ligero.
Ganó tres medallas de plata en el Campeonato Mundial de Remo entre los años 2018 y 2024, y dos medallas en el Campeonato Europeo de Remo, en los años 2022 y 2023.

## Palmarés internacional
| Juegos Olímpicos   | Juegos Olímpicos         | Juegos Olímpicos  | Juegos Olímpicos        |
| Año                | Lugar                    | Medalla           | Prueba                  |
| ------------------ | ------------------------ | ----------------- | ----------------------- |
| 2024               | París (Francia)          | Medalla de bronce | Doble scull ligero      |
| Campeonato Mundial |                          |                   |                         |
| Año                | Lugar                    | Medalla           | Prueba                  |
| 2018               | Plovdiv (Bulgaria)       | Medalla de plata  | Dos sin timonel ligero  |
| 2022               | Račice (República Checa) | Medalla de plata  | Scull individual ligero |
| 2024               | St. Catharines (Canadá)  | Medalla de plata  | Scull individual ligero |
| Campeonato Europeo |                          |                   |                         |
| Año                | Lugar                    | Medalla           | Prueba                  |
| 2022               | Múnich (Alemania)        | Medalla de oro    | Scull individual ligero |
| 2023               | Bled (Eslovenia)         | Medalla de bronce | Doble scull ligero      |